# Marino Zorzi (bibliotecario)
Marino Zorzi (Venezia, 28 novembre 1940) è un bibliotecario italiano.

## Biografia
Discendente da antichissima famiglia patrizia veneta, figlio di Elio e fratello di Alvise, Marino Zorzi si è laureato in giurisprudenza all'Università di Padova. Dopo aver svolto per un breve periodo attività in ambito economico, entra alla Biblioteca Nazionale Marciana come responsabile dell'ufficio acquisizioni, iniziando a studiare la storia della biblioteca e delle sue raccolte. Nel 1989 ne diviene direttore, mantenendo la carica fino al 2007.
Si è occupato di storia delle biblioteche, storia veneta, bibliologia e bibliografia. È socio dell'Istituto veneto di scienze, lettere ed arti dal 1994 e dell'Ateneo Veneto dal 1983.
È stato presidente dal 2008 al 2016 della Società Dalmata di Storia Patria e nel 2007 gli è stato conferito il premio Veneziano dell'Anno.

## Opere principali
- Stampatori tedeschi a Venezia, Electa, 1986
- La Libreria di San Marco: libri, lettori, società nella Venezia dei Dogi, Milano, Mondadori, 1987[7]
- La circolazione del libro: biblioteche private e pubbliche, Enciclopedia italiana, 1994
- Collezioni veneziane di codici greci dalle raccolte della Biblioteca nazionale Marciana, Lucca, Il cardo, 1994
- Dalle piramidi alle Alpi: la biblioteca nei secoli: seguendo la via del mare dalle antiche civiltà alla biblioteca delle Generali, Trieste, Assicurazioni Generali, 1995
- Dal manoscritto al libro, Roma, Istituto della Enciclopedia italiana, 1996
- Biblioteca Marciana: Venezia, Nardini, 1998
- Bessarione e i codici greci, Firenze, L.S. Olschki, 2002
- Le aristocrazie cittadine: evoluzione dei ceti dirigenti urbani nei secoli 15-18 (con Marcello Fracanzani e Italo Quadrio) Venezia, La musa Talia, 2009
- Fra Mauro's Map of the World: With a Commentary and Translations of the Inscriptions (con Piero Falchetta e Caterina Balletti), Brepols Pub 2006
- Introduzione a Il viaggio della mia vita. La guerra europea 1526-1530 di Bernardo Sagredo, Venezia, La Musa Talìa, 2016
- Il Doge di Venezia in I Monumenti dei Dogi di Toto Bergamo Rossi, Venezia, Marsilio, 2020
- Introduzione a Lepanto. Prima e dopo la Battaglia di Bernardo Sagredo, Venezia, La Musa Talìa, 2021